# La schiava Isaura
La schiava Isaura (Escrava Isaura) è una telenovela brasiliana prodotta da TV Globo nel 1976, nonché la primissima telenovela trasmessa in Italia.
Scritta da Gilberto Braga, autore di altre opere per la televisione brasiliana, e tratta dall'omonimo romanzo di Bernardo Guimarães (pubblicato in Italia da Mondadori e Nova Delphi), è composta da 100 episodi interpretati da Lucélia Santos, Rubens de Falco ed Edwin Luisi (rispettivamente nei ruoli di Isaura, Leoncio e Alvaro) per la regia di Herval Rossano e Milton Gonçalves.

## Trama
La storia è ambientata in Brasile negli anni Ottanta del XIX secolo. Isaura, una giovane schiava dalla pelle bianca, vive nella fazenda della famiglia Almeida: con il ritorno di Leoncio, il padroncino, la ragazza inizia a subire una vera e propria persecuzione da parte sua. Per Leoncio, la giovane schiava è infatti diventata un'ossessione. Le cose per Isaura peggiorano quando muore Ester, la madre di Leoncio, una delle poche persone sinceramente affezionate a lei. La schiava si innamora di Tobias, un giovane possidente, venendone ricambiata. Ma il padroncino se ne avvede e fuori di sé pianifica di provocare la morte di Isaura in un incendio, nel quale periranno invece Tobias e Malvina, la dolce moglie di Leoncio. Isaura ritrova il padre, che aveva sempre creduto morto, e riesce a fuggire con lui dalla fattoria. La ragazza, che per evitare di essere riconosciuta si fa passare per una donna libera di nome Elvira, incontra Alvaro, un giovane abolizionista, e fra i due è subito colpo di fulmine. Una sera, durante un ballo, Isaura viene smascherata e Alvaro scopre dunque la verità sul suo conto: egli non solo non lascia Isaura, ma diventa ancora più determinato nella lotta contro la schiavitù. Dopo varie vicende Isaura finisce di nuovo nelle mani di Leoncio, che per vendetta la obbliga a sposarsi con un giardiniere deforme chiamato Beltrao. Ma Alvaro fa irruzione nella fazenda, dove stanno per essere celebrate le nozze: ne nasce una colluttazione tra lui e Leoncio, che ridotto a mal partito finirà per suicidarsi. Mentre i presenti commentano l'accaduto, l'invidiosa schiava nera Rosa, che già in passato aveva tramato varie volte contro Isaura, si avvicina a lei facendole credere di essere pentita; in realtà ha preparato un veleno per uccidere Isaura, ma per una serie di circostanze sarà Rosa stessa a rimanere vittima del piano diabolico. La Lei Áurea proclama la liberazione di tutti gli schiavi in Brasile, e Isaura può così sposare Alvaro, che ha acquistato la fazenda di Leoncio.

## Accoglienza
Questa opera audiovisiva è tra le telenovelas brasiliane più famose assieme a Dancin' Days (1978), Terra nostra  (1999), O clone  (2001) e Da Cor Do Pecado  (2004). La schiava Isaura, secondo un'indagine della trasmissione Good Morning America, è il prodotto televisivo più venduto e doppiato al mondo: è stata trasmessa in 130 Paesi. Nell'URSS diventò così popolare che la parola portoghese fazenda  entrò nell'uso quotidiano.
Grande successo della nascente Rete 4 mondadoriana che nel 1982 la trasmise dal 4 gennaio alle 14.00 e in seguito la ripropose nel 1985, inaugurò un nuovo genere per l'Italia che rimarrà in voga per quasi un ventennio.

## Opere derivate
- Nel 2004 in Brasile è stato prodotto un remake dallo stesso titolo per il network Rede Record, con Bianca Rinaldi nel ruolo che fu di Lucelia Santos: il successo si è ripetuto a tal punto da rendere il canale in poche settimane il secondo più visto del Paese che ha dunque superato in alcune occasioni persino TV Globo. Questo lavoro televisivo è inedito in Italia.

- Sempre Rede Record ha prodotto nel 2016 la telenovela Escrava Mãe, anch'essa inedita in Italia: si tratta di un prequel di La schiava Isaura, incentrato sulla figura della madre di Isaura.